# So Red the Rose
So Red the Rose és una pel·lícula dramàtica estatunidenca del 1935 dirigida per King Vidor i protagonitzada per Margaret Sullavan, Walter Connolly i Randolph Scott. El romanç de l'època de la Guerra Civil es basa en la novel·la homònima del 1934 de Stark Young.
La pel·lícula no va gaudir d'una gran popularitat a taquilla. Després d'aquesta pel·lícula, les pel·lícules de la Guerra Civil es van considerar verí de taquilla a Hollywood fins l'actuació de Bette Davis i Henry Fonda a Jezebel, que va ser un èxit. Això va ser seguit per la popularitat aclaparadora d' Allò que el vent s'endugué el 1939, una adaptació del best-seller homònim de Margaret Mitchell. El febrer de 2020, la pel·lícula es va projectar al 70è Festival Internacional de Cinema de Berlín, com a part d'una retrospectiva dedicada a la carrera de King Vidor.

## Trama
Durant la Guerra Civil Americana, Valette Bedford (Margaret Sullavan) espera pacientment que el seu marit Duncan Bedford (Randolph Scott), torni a casa, pregant perquè no quedi vídua.

## Repartiment
- Margaret Sullavan com a Valette Bedford
- Walter Connolly com a Malcolm Bedford
- Randolph Scott com a Duncan Bedford
- Janet Beecher com a Sally Bedford
- Elizabeth Patterson com a Mary
- Robert Cummings com a Archie Pendleton
- Harry Ellerbe com Edward Bedford
- Dickie Moore com a Middleton Bedford
- Charles Starrett com a George McGehee
- Johnny Downs com a caporal ianqui ferit
- Daniel L. Haynes com a William Veal
- Clarence Muse com a Cato
- James Burke com el Major Rushton
- Warner Richmond com a sergent confederat
- Alfred Delcambre com a Charles Tolliver
- Stanley Andrews com a capità de cavalleria (sense acreditar)
- Suzette Harbin com a Belle (sense acreditar)
- John Larkin com el company de Cato (sense acreditar)
- Lloyd Ingraham com a oficial (sense acreditar)
- Madame Sul-Te-Wan com a Esclava (sense acreditar)